# Луч (научно-производственное объединение)
«ЛУЧ» — научно-исследовательский институт Научно-производственное объединение, основанное в 1946 году в городе Подольске. Разработчик и изготовитель твэлов. Входит в Научный дивизион Госкорпорации «Росатом» — АО «Наука и инновации».

## История
Основано в 1946 году, вскоре после войны, в силу секретности предприятие называлось «п/я 12». Основной целью создания предприятия была разработка и выпуск редких для того времени материалов таких как торий, индий, таллий, галлий, титан, а затем редкоземельных металлов — иттрия и скандия, а также бериллия и циркония. Со временем занялось и преуспело в разработке и создании технологий новых видов высокотемпературных керамических ядерных топлив. С 1990 года предприятие разделилось на два — частное ОАО "Опытный завод «ЛУЧ» и государственное ФГУП «НИИ НПО «ЛУЧ».
В 2013 году деятельность предприятия координировалась управляющей компанией ЗАО «Наука и инновации».
В 2021 году ФГУП «НИИ НПО «ЛУЧ» преобразовано в акционерное общество — АО «НИИ НПО «ЛУЧ».

## Деятельность
Предприятие занимается разработкой и обеспечением атомной промышленности и оборонного комплекса тепловыделяющими элементами и сборками для ядерных энергодвигательных установок, разработками по некоторым тематически близким направлениям, а также создаёт тепловыделяющие элементы нового поколения.
В НИИ НПО «Луч» в свое время были разработаны конструкции разных типов электрогенерирующих каналов для космических аппаратов.
Разработка ядерных батареек, способных работать на протяжении 50 лет с широкой областью применения, например, в кардиостимуляторах и космических зондах.
АО «НИИ НПО «ЛУЧ» с 2000 года совместно с США участвовало в международном проекте АЭС на базе высокотемпературного модульного газоохлаждаемого реактора с гелиевым теплоносителем, работающим в прямом газотурбинном цикле, пока работа над проектом не была остановлена в 2015 году на этапе технической документации по причине секвестирования бюджета с обеих сторон.
В 2015 году предприятие в составе группы предприятий выиграло тендер на предварительное проектирование многоцелевого энергетического реактора в Индонезии.
Специалисты предприятия создали и успешно испытали технологию нанесения покрытия на зеркала космической обсерватории «Спектр-УФ».
НИИ НПО «Луч» выпускает сертифицированный дистрибутив Янукс, прошедший сертификацию ФСТЭК.
В 2022 году разработан и изготовлен образец высоковольтного кабеля для медицинских рентгенодиагностических аппаратов, который ранее закупался по импорту. Также велась разработка отечественного рентгеновского излучателя — «рентгеновской трубки». Завершение проекта по высоковольтному кабелю планировалось в 2023 году, по рентгеновскому излучателю — в 2024 году. В перспективе — организация серийного производства изделий.

## Инциденты
27 сентября 2011 года по распоряжению руководителя государственной организации ФГУП «НИИ НПО «ЛУЧ» на территорию предприятия был закрыт доступ всем собственникам зданий и персоналу 6-и предприятий на основании положения о радиоактивной зоне. Недовольные собственники ссылались на отсутствие радиоактивных материалов у предприятия, однако известно что в 2006 году такие материалы на предприятие передавались.
29 мая 2012 года Московский областной суд отменил решение Подольского суда и обязал ОАО "Опытный завод «ЛУЧ» дезактивировать заражённое радиацией помещение и утилизировать отходы за свой счёт.
В июне 2015 года ФАС признала организацию нарушителем закона о защите конкуренции.
Радиоактивное здание корпуса № 5 законсервировано с 1990 года.

## Санкции
21 февраля 2024 года институт включён в санкционный список Канады против организаций связанных с военно-промышленным комплексом. Ранее, 5 февраля 2023 года, институт попал в санкционный список Украины так как компания входит в «Росатом», который «принимает участие в захвате атомных станций Украины».